# ورنیل
ورنیل (به فرانسوی: Verniolle) یک کمون در فرانسه است که در Canton of Varilhes واقع شده‌است.

## خصوصیات
ورنیل ۱۱٫۲۶ کیلومترمربع مساحت و ۲٬۲۴۲ نفر جمعیت دارد و ۳۲۰ متر بالاتر از سطح دریا واقع شده‌است.